# خلیج تایمز
خلیج تایمز (انگلیسی: Khaleej Times) یک روزنامهٔ انگلیسی زبان در امارات متحده عربی است که از ۱۶ آوریل ۱۹۷۸ شروع بکار کرده‌است. این روزنامه که اولین روزنامه انگلیسی زبان در امارات متحده عربی است، توسط گروه گلداری، حکومت امارات و چند شرکت دیگر تأسیس شده‌است. این روزنامه در سال ۲۰۱۸ کانال رسمی خبری خود را در واتس آپ معرفی کرد.